# Ламбе Михайловски
Ламбе Михайловски (на македонска литературна норма: Ламбе Михаjловски) е югославски партизанин, офицер, генерал-полковник от Социалистическа федеративна република Югославия.

## Биография
Роден е на 1 ноември 1924 г. в Охрид. През 1935 г. завършва основното си образование, а през 1939 г. мала матура. Средно образование завършва през 1944 г. До 1954 г. учи в Танковото офицерско училище. От 1944 г. е капитан от югославската армия. Между 1945 и 1948 г. е инструктор по кадрите в дивизия. Междувременно от 1947 до 1948 г. е офицер в Главното политическо управление на Югославската народна армия (ЮНА). В периода 1948 – 1954 г. е инструктор по пропагандата на дивизия. От 1954 до 1977 г. е офицер в щаба на Управлението на бронираните части. Между 1957 и 1961 г. е командир на танков батальон. След това до 1963 г. е заместник-началник в отделението за регулации на Управлението на бронираните части. През 1963 г. завършва Висшата военна академия на ЮНА. От 1964 до 1968 г. е командир бронирана бригада. През 1968 г. завършва Школа за национална отбрана. След това е заместник-командир по инструтажа на учебен център за бронирани части. През 1970 г. е за кратко началник на бронираните части в Командването на първа югославска армия. Между 1970 и 1973 г. е началник на отдела за оперативно-учебни работи в командването на трета югославска армия. Между 1973 и 1975 г. е заместник-командир на трета армия по тила. След това до 1977 г. е началник-щаб на трета армия. В периода 1977-декември 1984 г. е командир на трета югославска армия. След това излиза в запаса. От 1978 до 1982 г. е член на ЦК на ЮКП. Между 1982 и 1989 г. е член на ЦК на МКП.

## Военни звания
- Капитан (1944)
- Майор (1949)
- Подполковник (1955)
- Полковник (1962)
- Генерал-майор (1969)
- Генерал-лейтенант (1976), предсрочно
- Генерал-полковник (1982), предсрочно

## Награди
- Орден за храброст;
- Орден на братството и единството със сребърен венец, 1948 година;
- Орден за военни заслуги със сребърни мечове, 1952 година;
- Орден на Народната армия със златна звезда, 1965 година;
- Орден за военни заслуги със златни мечове, 1969 година;
- Орден на Народната армия с лавров венец, 1975 година;
- Орден за заслуги пред народа със златна звезда, 1981 година;
- Орден на Републиката със златен венец, 1984 година.